# Glomera
Glomera – rodzaj roślin z rodziny storczykowatych (Orchidaceae). Obejmuje ponad 150 gatunków, występujących w Azji Południowo-Wschodniej. Rośliny można znaleźć w Laosie, na indonezyjskiej wyspie Jawa, Celebes i Sumatra, na Molukach, Filipinach, Wyspach Salomona, Archipelagu Bismarcka, Nowej Gwinei, Karolinach, Fidżi, w Nowej Kaledonii, na Samoa oraz Vanuatu. Rosną w lasach oraz stanowiskach nasłonecznionych wśród traw na wysokościach do 3900 m n.p.m.

## Morfologia
Rośliny epifityczne lub litofityczne. Łodyga często rozgałęziona, z dużą liczbą liści. Kwiatostan jedno- lub wielokwiatowy. Kwiaty u większości gatunków odwrócone, głównie białe, rzadziej zielone, różowe, żółte lub pomarańczowe. Zalążnia gładka, rzadziej z włoskami.

## Systematyka
Rodzaj sklasyfikowany do podplemienia Coelogyninae w plemieniu Arethuseae, podrodzina epidendronowe (Epidendroideae), rodzina storczykowate (Orchidaceae), rząd szparagowce (Asparagales) w obrębie roślin jednoliściennych.
Wykaz gatunków
- Glomera acicularis Schltr.
- Glomera acuminata J.J.Sm.
- Glomera acutiflora (Schltr.) J.J.Sm.
- Glomera adenocarpa (Schltr.) J.J.Sm.
- Glomera affinis J.J.Sm.
- Glomera albiviridis P.Royen
- Glomera altomontana (Gilli) J.M.H.Shaw
- Glomera amboinensis (Ridl.) J.J.Sm.
- Glomera angiensis J.J.Sm.
- Glomera antaresensis (P.Royen) J.M.H.Shaw
- Glomera appendiculoides Ormerod
- Glomera asperata Schltr.
- Glomera aurea Schltr.
- Glomera bambusiformis Schltr.
- Glomera bismarckiensis J.J.Sm.
- Glomera bougainvilleana Ormerod
- Glomera brachychaete (Schltr.) J.J.Sm.
- Glomera brassii Ormerod
- Glomera brevipetala J.J.Sm.
- Glomera caespitosa (P.Royen) J.M.H.Shaw
- Glomera calocephala Schltr.
- Glomera carnea J.J.Sm.
- Glomera carolinensis L.O.Williams
- Glomera celebica (Schltr.) J.J.Sm.
- Glomera compressa J.J.Sm.
- Glomera confusa J.J.Sm.
- Glomera conglutinata J.J.Sm.
- Glomera crispa (P.Royen) J.M.H.Shaw
- Glomera cristata (P.Royen) J.M.H.Shaw
- Glomera cyatheicola P.Royen
- Glomera dekockii J.J.Sm.
- Glomera dentifera J.J.Sm.
- Glomera dependens (Schltr.) J.J.Sm.
- Glomera diffusa (P.Royen) J.M.H.Shaw
- Glomera diosmoides (Schltr.) J.J.Sm.
- Glomera dischorensis (Schltr.) J.J.Sm.
- Glomera distichifolia Ormerod
- Glomera dubia J.J.Sm.
- Glomera elegantula (Schltr.) J.J.Sm.
- Glomera emarginata Kores
- Glomera ericifolia Ridl.
- Glomera erythrosma Blume
- Glomera flaccida (Schltr.) J.J.Sm.
- Glomera flammula Schltr.
- Glomera fluviatilis (P.Royen) J.M.H.Shaw
- Glomera fransseniana J.J.Sm.
- Glomera fruticula J.J.Sm.
- Glomera fruticulosa Schltr.
- Glomera fusca (Schltr.) J.J.Sm.
- Glomera fuscosetosa Schuit. & de Vogel
- Glomera gamosepalata P.Royen
- Glomera gastrodioides Cootes, Cabactulan & M.Leon
- Glomera geelvinkensis J.J.Sm.
- Glomera geminata Ormerod
- Glomera glomeroides (Schltr.) J.J.Sm.
- Glomera goliathensis J.J.Sm.
- Glomera graminifolia Schltr.
- Glomera grandiflora J.J.Sm.
- Glomera grandilabella (P.Royen) J.M.H.Shaw
- Glomera hamadryas (Schltr.) J.J.Sm.
- Glomera hubrechtiana J.J.Sm.
- Glomera hunsteiniana (Schltr.) J.J.Sm.
- Glomera imitans (Schltr.) J.J.Sm.
- Glomera inconspicua J.J.Sm.
- Glomera inflata (Schltr.) J.J.Sm.
- Glomera jabiensis J.J.Sm.
- Glomera kamay-nolomi Ormerod
- Glomera kaniensis Schltr.
- Glomera kanke P.Royen
- Glomera kerewensis (P.Royen) J.M.H.Shaw
- Glomera keysseri (Schltr.) J.M.H.Shaw
- Glomera keytsiana J.J.Sm.
- Glomera kuperensis Ormerod
- Glomera lancipetala J.J.Sm.
- Glomera latilinguis J.J.Sm.
- Glomera latipetala (Schltr.) J.J.Sm.
- Glomera ledermannii (Schltr.) J.J.Sm.
- Glomera leucomela (Schltr.) J.J.Sm.
- Glomera longa (Schltr.) J.J.Sm.
- Glomera longicaulis J.J.Sm.
- Glomera macdonaldii (Schltr.) J.J.Sm.
- Glomera macrantha J.J.Sm.
- Glomera manicata J.J.Sm.
- Glomera mayuensis Ormerod
- Glomera melanocaulon Schltr.
- Glomera merrillii Ames
- Glomera microphylla J.J.Sm.
- Glomera minjensis (P.Royen) J.M.H.Shaw
- Glomera minutigibba J.J.Sm.
- Glomera montana Rchb.f.
- Glomera monticuprina (P.Royen) J.M.H.Shaw
- Glomera muscicola (P.Royen) J.M.H.Shaw
- Glomera myrtillus (Schltr.) Schuit. & de Vogel
- Glomera nana (Schltr.) J.J.Sm.
- Glomera neobritannica Ormerod
- Glomera neohibernica Schltr.
- Glomera nigricans (P.Royen) J.M.H.Shaw
- Glomera nigrilimbata P.Royen
- Glomera nigrimarginata (P.Royen) J.M.H.Shaw
- Glomera noroma (P.Royen) J.M.H.Shaw
- Glomera obovata (Schltr.) J.J.Sm.
- Glomera obtusa Schltr.
- Glomera oligantha Schltr.
- Glomera palustris J.J.Sm.
- Glomera papuana Rolfe
- Glomera parviflora J.J.Sm.
- Glomera patens Schltr.
- Glomera pensilis (Schltr.) J.J.Sm.
- Glomera pilifera (Schltr.) J.J.Sm.
- Glomera pinifolia (P.Royen) J.M.H.Shaw
- Glomera platypetala Schltr.
- Glomera pleiotricha J.J.Sm.
- Glomera plumosa J.J.Sm.
- Glomera polychaete (Schltr.) J.J.Sm.
- Glomera pseudomonanthos Ormerod
- Glomera pteropetala (Schltr.) J.J.Sm.
- Glomera pullei J.J.Sm.
- Glomera pumilio J.J.Sm.
- Glomera pungens (Schltr.) J.J.Sm.
- Glomera retusa J.J.Sm.
- Glomera retusimentum J.J.Sm.
- Glomera rhombea J.J.Sm.
- Glomera rubroviridis J.J.Sm.
- Glomera saccharipanis Ormerod
- Glomera saccosepala J.J.Sm.
- Glomera salicornioides J.J.Sm.
- Glomera salmonea J.J.Sm.
- Glomera sandaveri Ormerod
- Glomera scandens J.J.Sm.
- Glomera schlechteriana Mansf.
- Glomera schultzei Schltr.
- Glomera secunda J.J.Sm.
- Glomera sepalosiphon (Ormerod) Schuit. & de Vogel
- Glomera similis J.J.Sm.
- Glomera sororia J.J.Sm.
- Glomera squamulosa (Schltr.) J.J.Sm.
- Glomera stenocentron (Schltr.) J.J.Sm.
- Glomera stolonifera Ormerod
- Glomera sublaevis J.J.Sm.
- Glomera subnivalis J.M.H.Shaw
- Glomera subpetiolata Schltr.
- Glomera subracemosa J.J.Sm.
- Glomera subulata (Schltr.) J.J.Sm.
- Glomera subuliformis J.J.Sm.
- Glomera tamiana J.J.Sm.
- Glomera tenuis (Rolfe) J.J.Sm.
- Glomera terrestris J.J.Sm.
- Glomera torricellensis Schltr.
- Glomera tortuosa (P.Royen) J.M.H.Shaw
- Glomera triangularis J.J.Sm.
- Glomera tubisepala (P.Royen) J.M.H.Shaw
- Glomera verrucifera Schltr.
- Glomera verrucosissima (Schltr.) J.J.Sm.
- Glomera versteegii J.J.Sm.
- Glomera viridis (Schltr.) J.J.Sm.